# Turmero
Turmero är en stad i norra Venezuela och är en del av Maracay storstadsområde. Dess grundande räknas från prästen Gabriel Mendozas grundande av kyrkan Nuestra Señora de La Candelaria i en befintlig ort. Kyrkan uppkallades efter Señora de La Candelaria som är en uppenbarelse av Jungfru Maria som bland annat är Kanarieöarnas skyddshelgon.